# Кармановка (Могилёвская область)
Кармано́вка (бел. Карманоўка) — деревня в составе Мощаницкого сельсовета Белыничского района Могилёвской области Республики Беларусь. Находится у озера Кармановское.
До декабря 2012 года входила в состав упразднённого Эсьмонского сельсовета.

## Фотогалерея

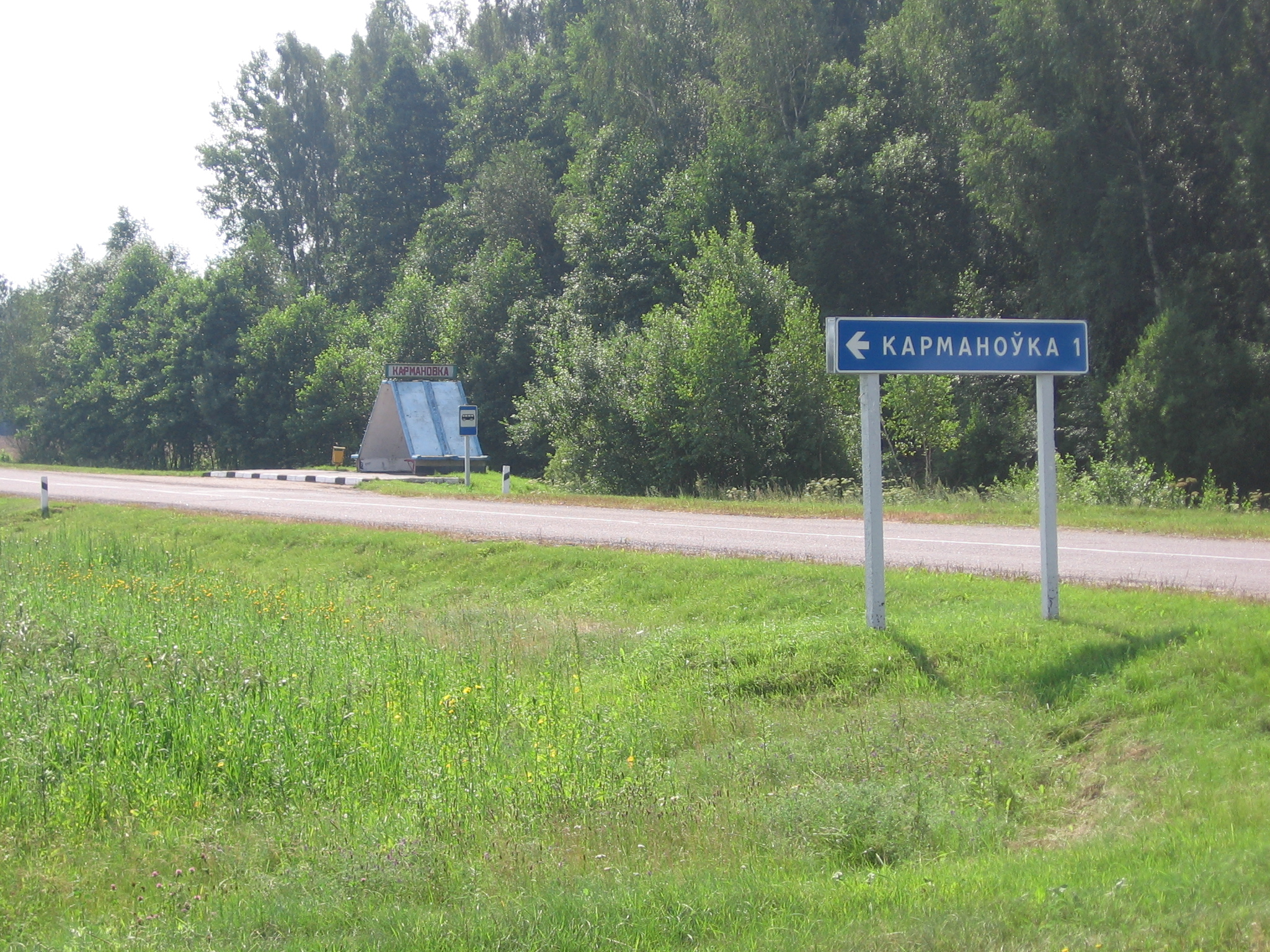
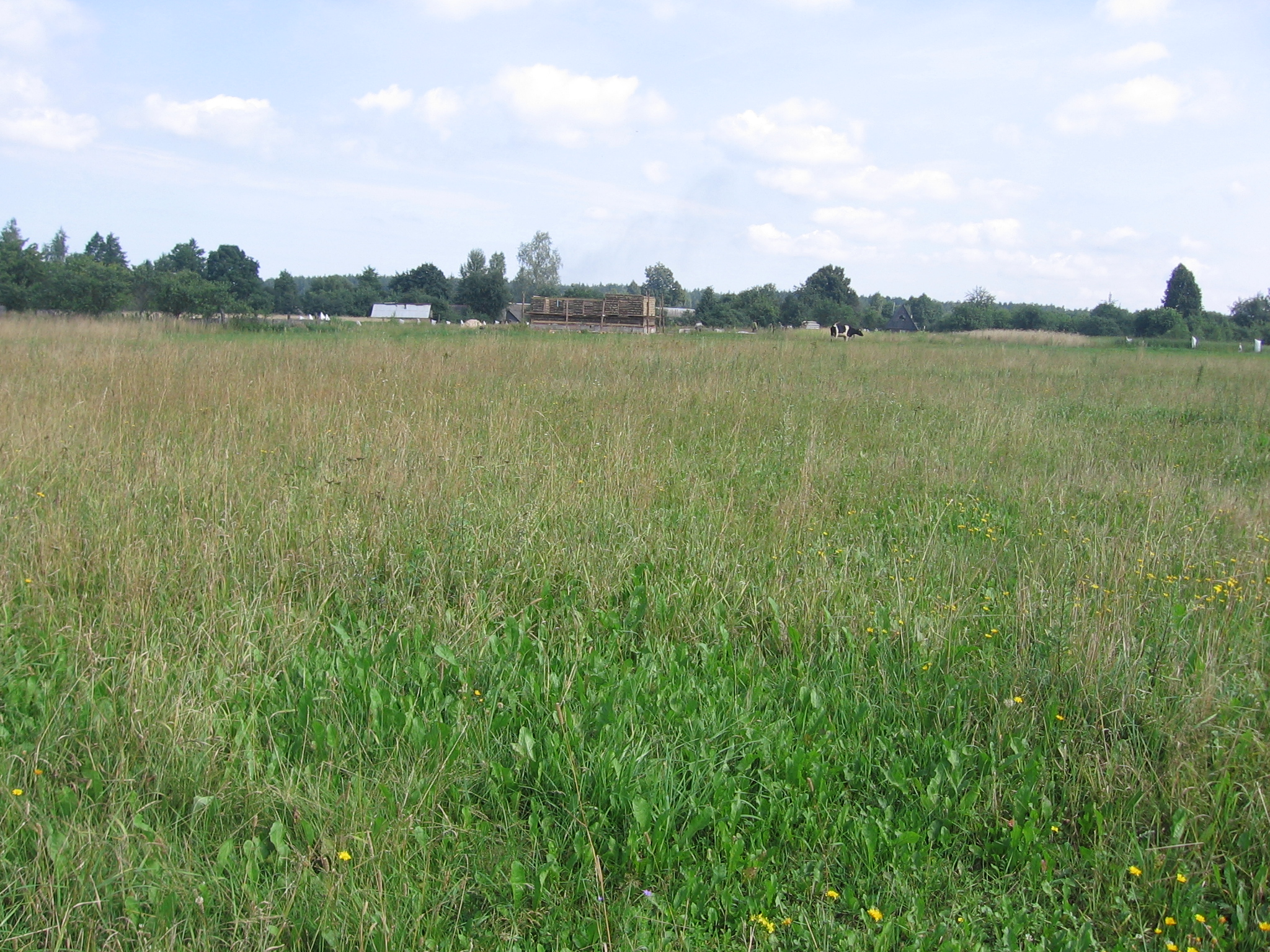
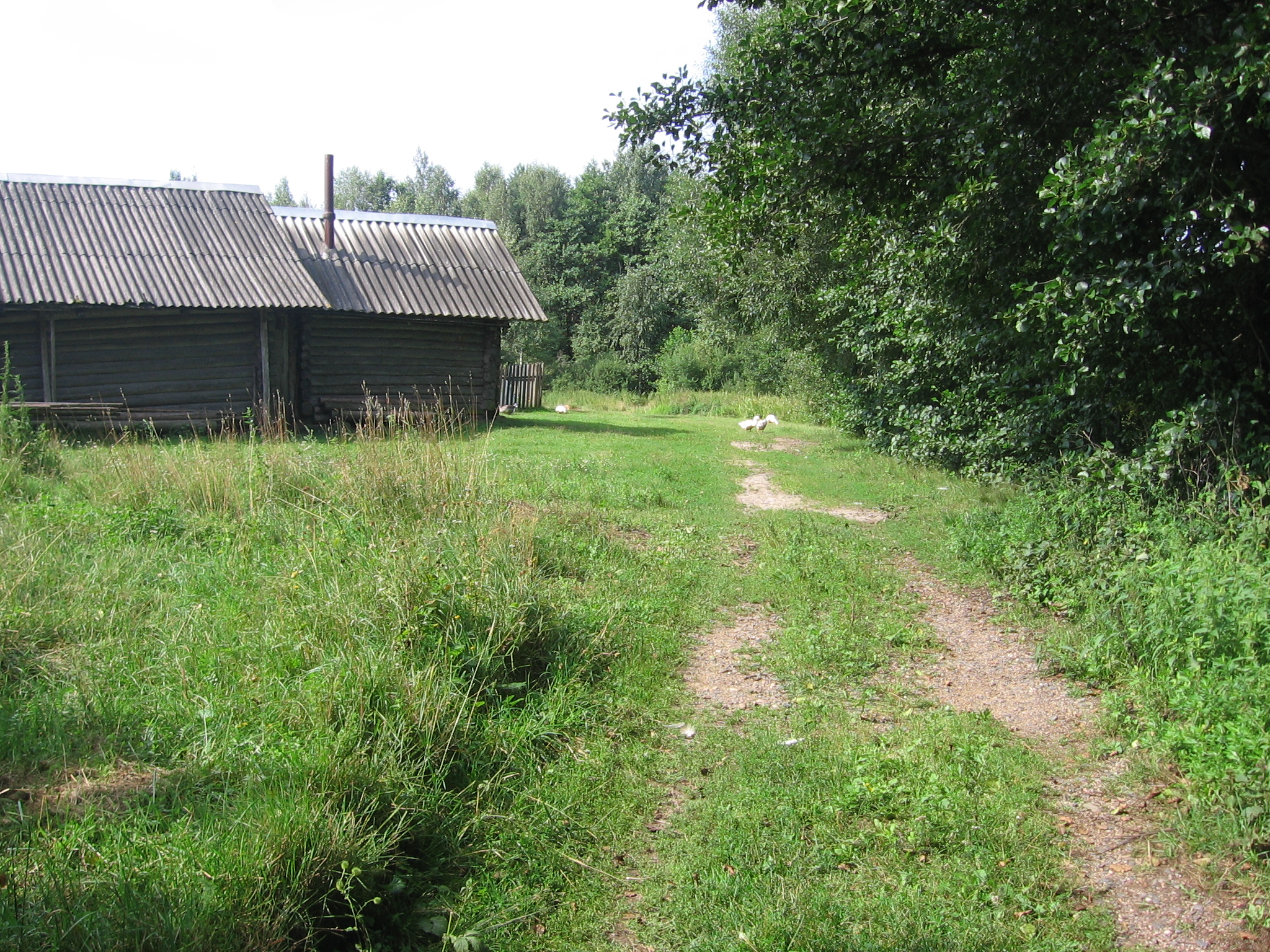
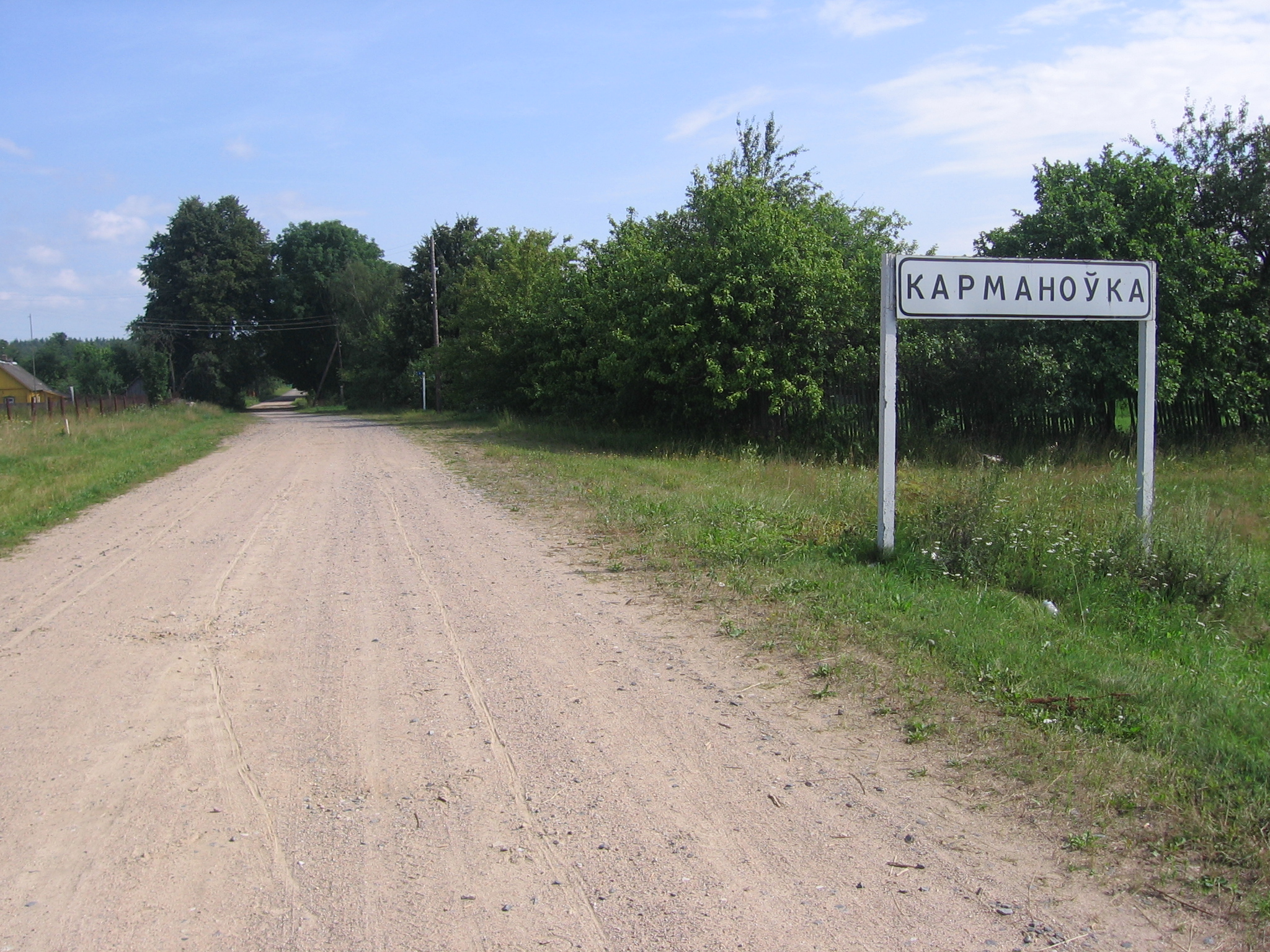
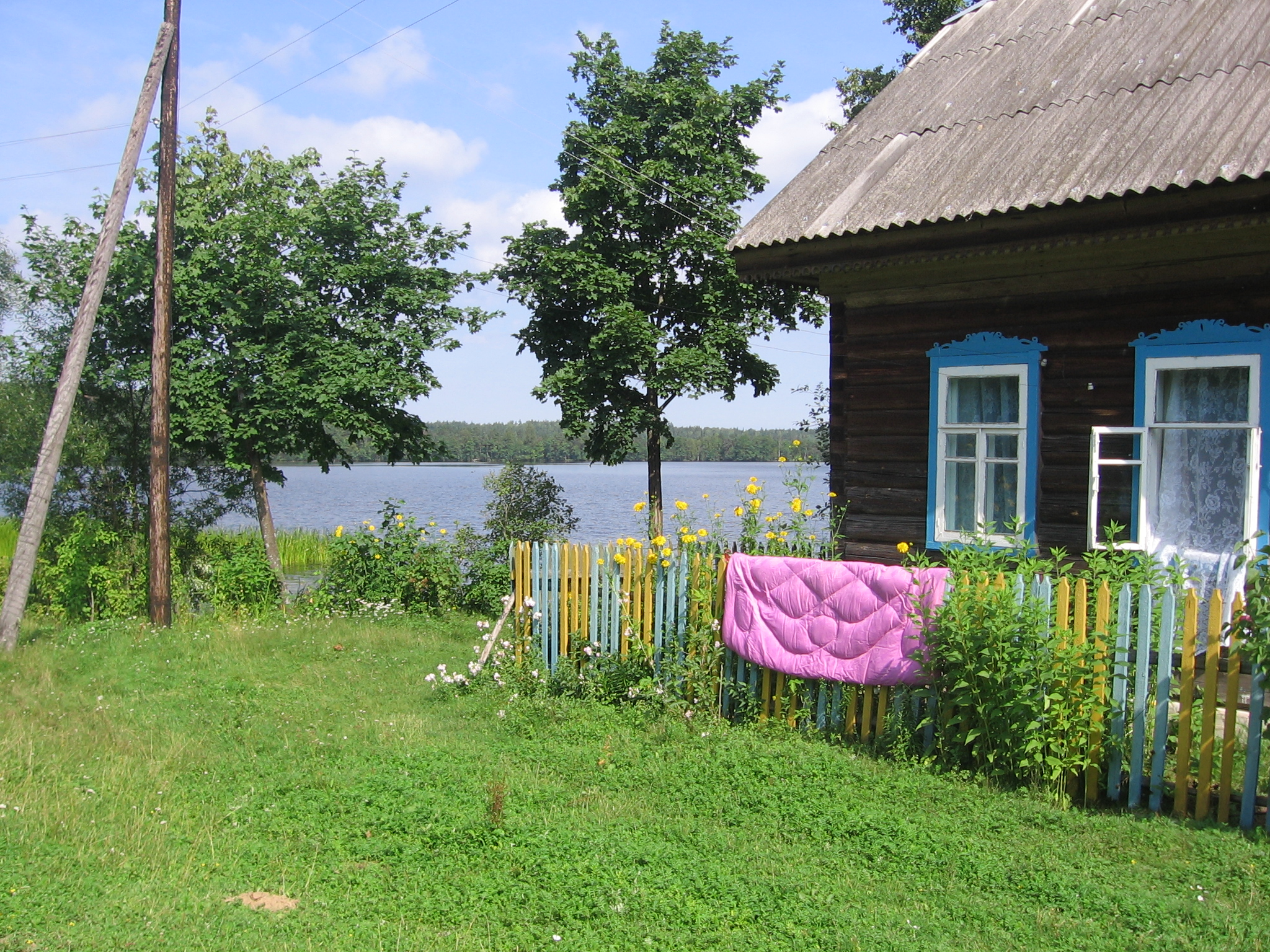

## Население
- 2010 год — 17 человек